# Бутийе, Леон
Леон Бутийе, граф де Шавиньи де Бюзансе, барон де ла Грев и д’Антиб (1608—1652), министр иностранных дел в правление Людовика XIII. Советник Парижского парламента с 1627 года. Ближайший сподвижник кардинала Ришельё.

## Биография
Его отцом был Клод Бутийе, адвокат и дипломат, министр иностранных дел и суперинтендант финансов Франции. Отец, которому кардинал Ришельё поручал множество дипломатических миссий, с 1629 по 1632 год берет Леона с собой в поездки по дворам европейских монархов, обучая его тонкостям дипломатии. 18 марта 1632 года Леон Бутийе назначен государственным секретарем по иностранным делам, а его отец становится суперинтендантом финансов.
В 1635 году заключает союзный договор с Голландией и Швецией. В том же году участвует в переговорах между мятежным принцем Гастоном Орлеанским (Месьё) и правительством. Был также назначен канцлером Месьё (который до рождения Людовика XIV был прямым наследником французского престола), для того, чтобы правительство могло контролировать его. В феврале-марте 1641 года участвует в переговорах с Карлом IV Лотарингским о возвращении тому герцогства под французским протекторатом. При жизни Людовика XIII является другом и покровителем кардинала Мазарини, способствовав расположению к нему Ришельё, но их пути разошлись во времена регентства.
По завещанию Людовика XIII стал членом Регентского совета, созданного с целью ограничить власть Анны Австрийской. Инициаторами создания Регентского совета были Шавиньи и Мазарини. Однако, после смерти короля 14 мая 1643 года, Мазарини объединился с королевой, и Шавиньи был вынужден покинуть пост министра иностранных дел (23 июня 1643 года). Тем не менее Шавиньи не полностью потерял своё влияние при дворе, в этом же году он едет в качестве полномочного посла на мирные переговоры в Мюнстер. Там граф не проявил талантов дипломата, в основном проводя время на балах и праздниках. По возвращении во Францию начинает интриговать против Мазарини. Во время Фронды был два раза арестован — первый раз 18 сентября 1648 года на несколько дней. Был среди сторонников принца Конде, став его главным советником. Во время изгнания Мазарини в 1651 году пользовался большим влиянием, назначен 3 апреля 1651 года королевой Анной Австрийской членом Государственного совета, но уже в сентябре попал в опалу, был второй раз арестован и выслан в Турень. Примерно через месяц Шавиньи возвращается в Париж, участвует в переговорах между двором, Месьё (на которого пытались опереться фрондеры) и принцем Конде, преследуя собственные выгоды. Узнав о подробностях переговоров принц Конде в глаза назвал Шавиньи изменником, отчего тот заболел и слег в постель. Скончался от горячки 11 октября 1652 года. Бутийе завещал крупную сумму янсенистам из монастыря Пор-Рояль.
Кардинал де Рец отзывается о нём как о человеке крутого нрава, и, называя его любимцем Ришельё, передаёт слух, что последний был его настоящим отцом. Во всяком случае, кардинал беспокоился о судьбе Бутийе, навещал и утешал его, когда тот болел.

## Семья

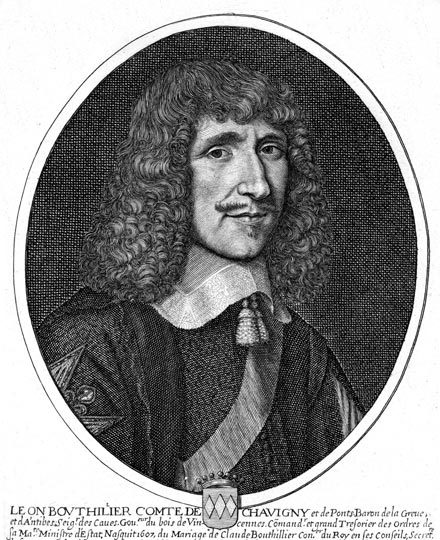
Леон Бутийе, граф де Шавиньи. Гравюра Пьера Даре

Был женат на Анне Фелипо де Миль-Савен (фр. Anne Phelypeaux de Vill-Savin), от которой у него родились:
- Мари Бутийе де Шавиньи, имевшая двух мужей: 1) Никола Брюлар (фр. Nicolas Brûlart), маркиз де ла Борд, Сомбернон, де Мамон, дю Малэн, де Мюсэ, первый президент парламента Бургундии[фр.], сын Пьера Брюлара[фр.] (министр иностранных дел с 1617 по 1626 годы), внук Николя Брюлара (хранитель печати); и 2) герцог Сезар-Огюст де Шуазёль дю Плесси-Прален (ок. 1637—1705)[13]
- Арман-Жан ле Шавиньи де Рансе[фр.], основатель ордена Траппистов
- Дени-Франсуа Бутийе де Шавиньи[фр.], епископ Труа и Санса.

## В художественной литературе
Шавиньи является одним из действующих лиц романа Александра Дюма «Двадцать лет спустя». В романе он является комендантом Венсенского замка, где находился в заключении герцог де Бофор.